# وزارة الدفاع (فنلندا)
وزارة الدفاع (بالفنلندية: puolustusministeriö) (بالسويدية: försvarsministeriet) هي واحدة من 12 وزارة في الحكومة الفنلندية، وهي الوزارة المسؤولة عن سياسة الدفاع الوطني الفنلندي، والأمن القومي، والتعاون الدولي في مسائل السياسة الدفاعية. يرأس الوزارة وزير الدفاع.
تبلغ ميزانية وزارة الدفاع لعام 2018 مبلغ 2,971,971,000 يورو. اعتباراً من عام 2016، تم إنفاق حوالي 25% من ميزانية الدفاع في كشوف مرتبات قوات الدفاع، و 20% في شراء المواد و 25% في نفقات التشغيل الأخرى.

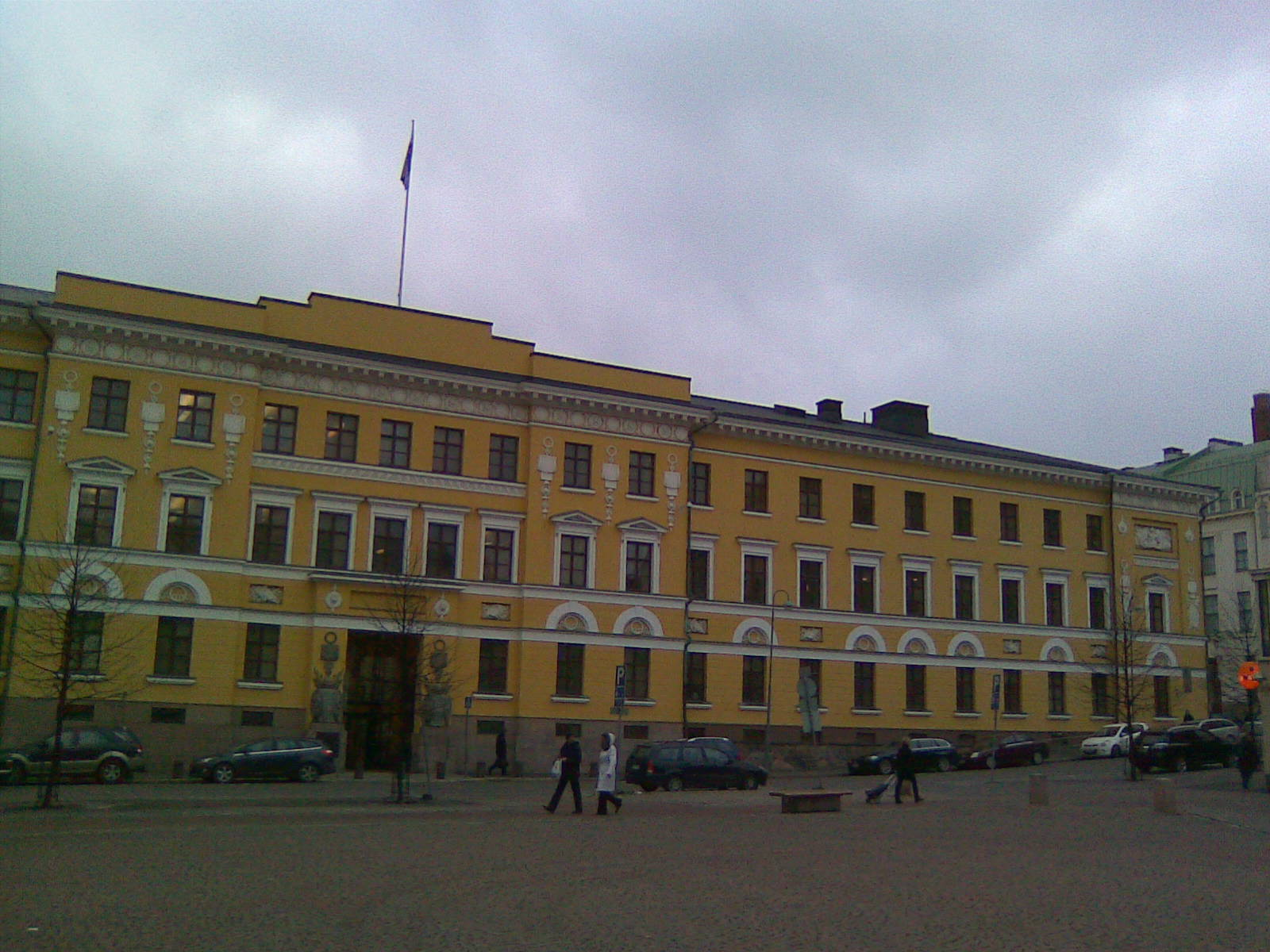
مبنى الوزارة، 2011م.

## وصلات خارجية
- الموقع الرسمي